# Модібо Адама
Модібо Адама (1786 – 14 лютого 1847) — 1-й ламідо (володар) Фомбіни (Адамауа) в 1806—1847 роках, амір аль-мумінін (командувач) Південних земель.

## Життєпис
Походив зі знатного фульбеського роду. Син Хасана, ардо (вчителя) ісламу з клану ба'ен, та представницы значного арабського клану шува. При народженні 1786 року в Вуро-шекке отримав ім'я Адама. Навчався в Борну. Тут деякий час перебував під опікою Маллама Кіарі. Згодом перебрався до міста хауса, де невдовзі став учнем Усмана дан Фодіо, відя кого отримав прізвисько Модібо («Літерний»). 1803 року його батьки загинули під час нападу народу бата на рідне місто Адами. Тому останній перебрався до міста Гурінга.
1805 року, отримавши звістки про успішне повстання Усмана дан Фодіо, проти султанатів держав хауса, чільники кланів фіульбе в Гурінги обрали посольство до дан Фодіо, яке очолив Адама. Того Усман дан Фодіо призначив на чолі війська (з титулом ламідо), яке повино було підкорити Фомбіну (Південь), де мешкали поганські нефульбеські племена. Модібо Адама отримав на це благославіння та прапор з дозволом призначати командирів й намісників в підкорених землях.
З самого початку стикнувся з проблемами, оскільки мусульманське населення Фомбіни вороже поставилося до планів Усмана дан Фодіо, вбачаючи в цьому намір створити фульбеську імперію, а не поширити іслам. Адама створив базу в Гуріні, на місці поєднання річок Фаро і Бенуе. Спочатку спрямував напади проти міст народу бата — Пема, Тепа і Турува, які було захоплено й сплюндровано. Значна здобич призвела до збільшення бажаючих долучитися до військ Адами. Незабаром його підтримали усі мусульманські клани.
Розширення володжінь Адами призвело до сутичок з султанатом Мандара. До цього додалося те, що останнє було союзником Борну, яке стало ворогом халіфату Сокото, зверхника Адами. 1809 року почалися сутички з загонами Мандари на рівнині Діамаре. Доволі швидко завдав поразки суперникові в битві біля Пата, підійшовши до столиці Мандари — Дуло. Втім Букар Джіама відкинув вимогу визнати зверхність Модібо Адами. У відповідь війська фульде захопили та пограбували Дуло.
Але повністю підкорити Мандару не вдалося, оскільки Букар Джіама отримав підкріплення від сусідів, після чого раптово атакував Адаму, який ледве врятувався. Він відступив до міста Гуріні, яке зробив своєю столицею. 
У 1810—1811 роках приймав на своїх землях фульбе і арабів-шува, що втекали з Борну. Цим поповним кількість вірних осіб, розселивши тих серед нефульбеського населення. Водночас здійснив успішний похід на північ проти Муллі Малі, вождя народу гвідар (в долині річки Тіел), якому було завдано рішучої поразки. Кіннота Адами дійшла до гір Лібе. Також було захоплено місто Гісіга. 
Продовжив розширювати свої володіння на схід на південь, зайнявши частину плоскогір'я Адамауа та долину Фаро після військової кампанії 1820 року, коли вдалося завдати поразки державі Нантчі. війська підвладні Адами продовжиди рух на південь. Невдовзі було підкорено місто Ларо з областю. У 1823 році успішно відбив спільний напад Борну і Мандари на підвладні території. В результаті колишня назва Фомбіо змінилося на Адамауа на честь правителя, який 1825 року отримав від халіфа Мухаммада Белло титул амір аль-мумінін (очільник вірних). провінціями керували ламідо. Відправив військо на чолі із Хамманом Самбо проти держави Бамум, але той після перших успіхів не зміг повністю його здолати. Разом з тим Самбо став напівнезалежним, заснувавши власну столицю в Тібаті.
До 1833 року вдалося підкорити центральну частину плоскогір'я Адамауа. 1836 року призначив ламідо Нгаундере вірного васала Нжобді, ардо клану Волларбе. 
1837 року Модібо Адама вступив у конфлікт з новим халіфом Абу-Бакром Атіку I, який призначив незалежним еміром Хаммана Самбо. Це спричинило запеклу боротьбу між ним і Адамою. Навіть Адама оголосив про намір підворядкуватися османському халіфу. Лише загибель халіфа 1842 року завадила цьому. Втім у 1838 і 1839 роках вимушен змінювати свою столицю з огляду на загрозу з боку суперників. Спочатку нею стало місто Рібаду, потім Джоболіо. 1841 року заснував столицю Йолу.
1845 року клан Волларбе захопив південу частину плоскогір'я Адамауа, підкоривши народи дуру, мбум, гбая та вуте. Мобідо Адама помер 1847 року. Йому спадкував син Мухаммаду Лавал.